# Wieczór; Czerwone drzewo
Wieczór; Czerwone drzewo – obraz olejny Pieta Mondriana namalowany w latach 1908–1910, w zbiorach Kunstmuseum w Hadze .

## Opis obrazu
Obraz przedstawia stare drzewo w kolorze ognistoczerwonym na tle intensywnie niebieskiego nieba .
Sposób prowadzenia pędzla i redukcja kolorów przypominają prace Vincenta van Gogha (1853–1890)  . Kolorystyka przywodzi na myśl prace Henri Matisse’a (1869–1954) i zdradza wpływy fowizmu .
Obraz pozbawiony jest typowego efektu przestrzeni. Jest spłaszczony, sprowadzony do podstawowej struktury liniowej, lecz poprzez zastosowanie dramatycznego kontrastu pomiędzy kolorami drzewo zdaje się ustawione bliżej .
Górne partie gałęzi falują, układając się w kształty przypominające chmury, co daje wrażenie przenikania się drzewa z niebem .

## Historia
Mondrian początkowo malował realistyczne pejzaże, które stopniowo stawały się coraz bardziej idiosynkratyczne pod względem linii i koloru .
W 1908 roku poznał postimpresjonistę Jana Sluytersa (1881–1957) i symbolistę Jana Tooropa (1858–1928), przedstawiciela luminizmu , za których sprawą zetknął się z nowym podejściem do koloru i światła .
W tym samym roku, podczas pobytu w Domburgu, mieszkał w rezydencji kolekcjonerki sztuki Marie Tak van Poortvliet (1871–1936), w której ogrodzie rosła stara jabłoń . Najprawdopodobniej pracę nad obrazem zaczął w Domburgu , sporządzając kilka szkiców drzewa .
Podczas pracy zaczął eksperymentować z kolorami – ognistą czerwienią i intensywnym niebieskim, zrywając ze stylem naturalistycznym .
W 1909 roku luministyczne prace Mondriana zostały wystawione na dużej wystawie grupowej w amsterdamskim Stedelijk Museum, a sam artysta został uznany za czołowego przedstawiciela holenderskiej awangardy .